# 永安镇站
永安镇站（工程名永安乡站）位于中华人民共和国广西壮族自治区河池市都安瑶族自治县永安镇，是贵南高速铁路上的一座铁路车站，于2023年8月31日随贵南高铁荔波至南宁段开通而投入使用（但暂无列车停靠），车站规模为2台4线。